# Distrito electoral de Thornburg (condado de Hayes, Nebraska)
Thornburg (en inglés: Thornburg Precinct) es un distrito electoral ubicado en el condado de Hayes en el estado estadounidense de Nebraska. En el Censo de 2010 tenía una población de 37 habitantes y una densidad poblacional de 0,41 personas por km².

## Geografía
Thornburg se encuentra ubicado en las coordenadas 40°28′48″N 100°50′9″O / 40.48000, -100.83583. Según la Oficina del Censo de los Estados Unidos, Thornburg tiene una superficie total de 89.58 km², de la cual 89.58 km² corresponden a tierra firme y (0%) 0 km² es agua.

## Demografía
Según el censo de 2010, había 37 personas residiendo en Thornburg. La densidad de población era de 0,41 hab./km². De los 37 habitantes, Thornburg estaba compuesto por el 100% blancos, el 0% eran afroamericanos, el 0% eran amerindios, el 0% eran asiáticos, el 0% eran isleños del Pacífico, el 0% eran de otras razas y el 0% pertenecían a dos o más razas. Del total de la población el 0% eran hispanos o latinos de cualquier raza.